# Monte Grande (Argentinië)
Monte Grande is een plaats in het Argentijnse bestuurlijke gebied Esteban Echeverría in de provincie Buenos Aires. De plaats telt 109.644 inwoners.

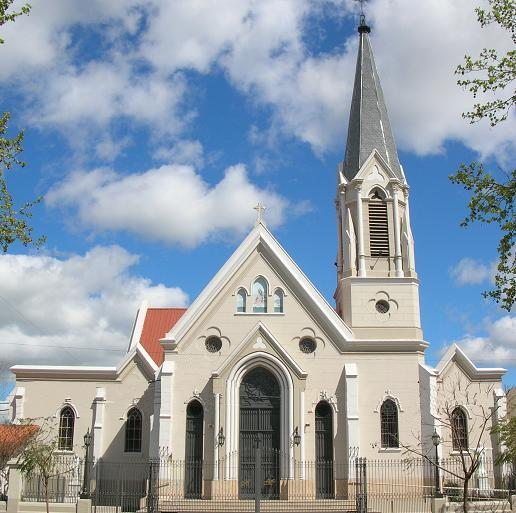
Kerk van de Onbevlekte Ontvangenis